# Chonemorpha fragrans
Chonemorpha fragrans es una especie de planta medicinal perteneciente a la familia Apocynaceae. Es originario de las regiones tropicales de Asia, principalmente en Sri Lanka sur de Malasia e Himalaya.

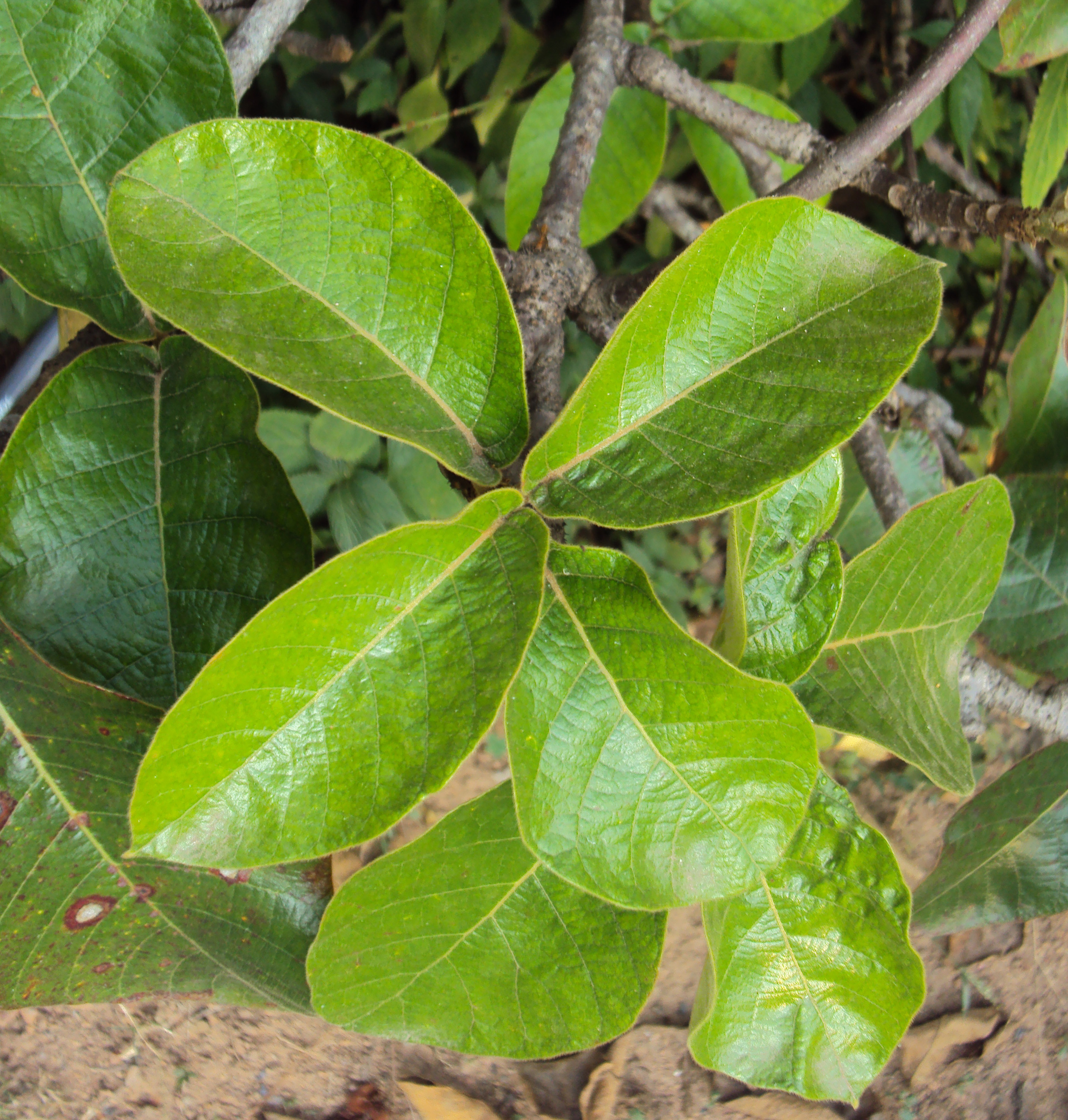
Hojas

## Hábitat
Se propaga por semilla (pierde pronto la vitalidad, germina en unos 15 días), por esqueje leñoso (mal) o por acodo. Requiere un suelo rico y húmedo, bien drenado y clima cálido. Resiste hasta -5 °C.

## Propiedades
Indicaciones: La corteza y las hojas contienen un alcaloide venenoso.
Otros usos: De la corteza se obtiene una fibra resistente al agua, que se usa para hacer redes de pesca.

## Taxonomía
Chonemorpha fragrans fue descrita por (Moon) Alston y publicado en Annals of the Royal Botanic Gardens. Peradeniya 11: 203. 1929[1929].
Sinonimia:
- Echites fragrans Moon, Cat. Pl. Ceylon: 20 (1824).
- Echites grandiflorus Roth, Nov. Pl. Sp.: 136 (1821), nom. illeg.
- Echites macranthus Spreng., Syst. Veg. 1: 632 (1824), nom. illeg.
- Echites grandis Wall., Numer. List: 1658 (1829), nom. inval.
- Echites latifolius Buch.-Ham. ex Wall., Numer. List: 1657 (1829), nom. inval.
- Echites macrophyllus Roxb., Fl. Ind. ed. 1832, 2: 13 (1832), nom. illeg.
- Chonemorpha grandiflora G.Don, Gen. Hist. 4: 76 (1837).
- Chonemorpha macrophylla G.Don, Gen. Hist. 4: 76 (1837).
- Tabernaemontana elliptica Blanco, Fl. Filip.: 115 (1837), nom. illeg.
- Chonemorpha macrophylla var. grandis A.DC. in A.P.de Candolle, Prodr. 8: 430 (1844).
- Epichysianthus macrophyllus (G.Don) Voigt, Hort. Suburb. Calcutt.: 523 (1845).
- Cercocoma macrantha Teijsm. & Binn., Cat. Hort. Bot. Bogor.: 126 (1866), nom. nud.
- Chonemorpha griffithii Hook.f., Fl. Brit. India 3: 662 (1882).
- Beluttakaka griffithii (Hook.f.) Kuntze, Revis. Gen. Pl. 2: 413 (1891).
- Beluttakaka macrophylla (G.Don) Kuntze, Revis. Gen. Pl. 2: 413 (1891).
- Beluttakaka grandieriana Pierre in L.D.Planchon, Prodr. Apoc.: 296 (1894), nom. nud.
- Chonemorpha yersinii Vernet, Bull. Écon. Indochine 35: 1197 (1904).
- Chonemorpha grandieriana Pierre ex Spire, Contr. Apocyn.: 72 (1905).
- Chonemorpha elliptica Merr. & Rolfe, Philipp. J. Sci., C 3: 121 (1908).
- Chonemorpha penangensis Ridl., Agric. Bull. Straits Fed. Malay States 10: 147 (1911).
- Chonemorpha rheedei Ridl., Agric. Bull. Straits Fed. Malay States 10: 146 (1911).
- Rhynchodia macrantha Pharm. ex Wehmer, Pfl.-Stoffe: 622 (1911).
- Chonemorpha blancoi Merr., Sp. Blancoan.: 312 (1918), nom. superfl.
- Chonemorpha macrantha Pit. in H.Lecomte, Fl. Indo-Chine 3: 1249 (1933).
- Chonemorpha valvata Chatterjee, Kew Bull. 2: 51 (1947).[1]